# Joya
Una joya o alhaja es un objeto ornamental usado para adornar o embellecer el cuerpo. La palabra joya deriva del francés antiguo "jouel", proveniente del latín "jocale", que se traduce como juguete o chuchería, mientras que su sinónimo alhaja proviene del árabe andalusí "الحَاجَ" (alḥáŷa, "cosa valiosa"), y este a su vez derivado del árabe clásico "حَاجَة" (ḥāŷah, "necesidad") o حِلْيَة (ḥilyah, "ornamento"). Una joya se fabrica siempre con piedras y metales preciosos.

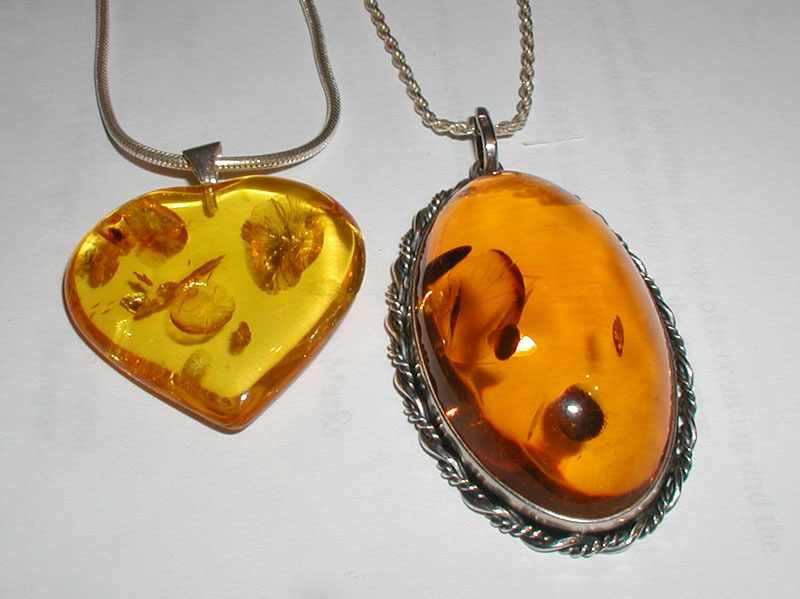
Colgantes de ámbar.

En sus diversas formas, las joyas sirven principalmente para efectos estéticos y ornamentales en todas las culturas humanas y continentes. En algunos casos, las joyas se usan bajo el concepto del pudor con el objetivo de cubrir algunos genitales mientras que en otros casos se usan para destacar estos. También las joyas se usan simbólicamente para representar características propias de cada individuo y de sus creencias. Dependiendo de algunas culturas, las joyas sirven para fines religiosos o rituales, como amuletos, que pueden tener una variedad de significados, como protección, suerte, riqueza, e incluso algunos para el mal de ojo.

## Función, forma y simbolismo

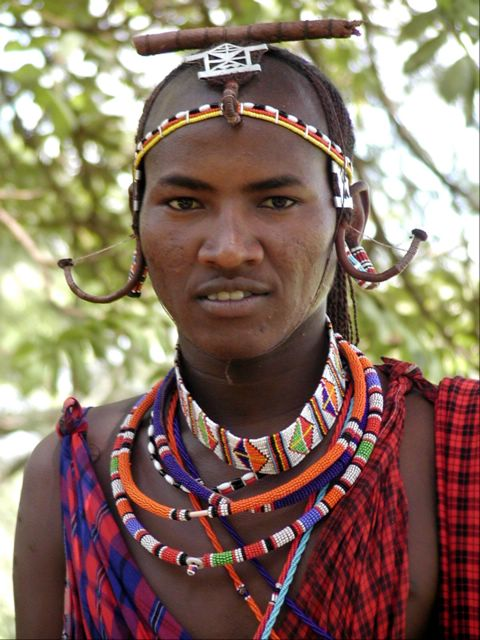
Hombre de Kenia con collares tribales.

Las joyas han tenido multitud de funciones a lo largo de la historia:
- Función social: como símbolo de riqueza o de moda
- Función práctica: como objeto práctico-funcional
- Función simbólica: para indicar estatus o pertenencia
- Función protectora: en forma de amuleto[5]
- Función artística: expresiones subjetivas
- entre otros.

Así como también sus variadas formas pueden adaptarse a diferentes partes del cuerpo y son generalmente: 
- Coronas, tiaras
- Anillos, sortijas, sellos, alianza
- Pulseras, brazaletes, esclava
- Collares, cadenas, torques, cordones
- Colgantes, medallones
- Pendientes
- Broches
- Cetros, Orbes
- entre otros.

En la mayoría de las culturas, las joyas son vistas como un símbolismo de riqueza. Los materiales y el trabajo necesarios para fabricarlas hacen que tengan de por sí un valor intrínseco, el cual las ha hecho susceptibles de ser utilizadas como forma de acumular riqueza en grandes cantidades. Por ello, se convirtieron en una moneda de cambio válida para todo tipo de transacciones; en culturas como la India, formaban parte del rito nupcial, donde la dote se entregaba en forma de joyas de oro. 
Muchos de los objetos usados en joyería (por ejemplo, broches y hebillas usados como cierre), originariamente tenían un sentido meramente funcional, aunque posteriormente fueron convertidos en objetos cada vez más decorativos.
También fueron empleadas como símbolos de pertenencia a un grupo, como puede ser el caso del crucifijo cristiano o la estrella de David del judaísmo, o bien como símbolo de estatus (por ejemplo, el collar de la Orden del Toisón de Oro o la práctica en la cultura occidental de llevar un anillo de boda durante el matrimonio).
El uso de amuletos y medallas religiosas para protegerse del mal es común en algunas culturas; pueden tomar forma de símbolos (como el Anj), piedras, plantas, animales, partes del cuerpo (como la Jamsa), o los Glifos (por ejemplo la caligrafía de las suras en el Corán del arte islámico).
Aunque la manifestación artística ha sido una función de la joyería desde el principio, las demás funciones descritas anteriormente eran las más importantes. No fue hasta finales del siglo XIX, con el trabajo de maestros de la joyería como Peter Carl Fabergé y René Lalique, que el arte comenzó a prevalecer. Esta tendencia ha continuado en los tiempos modernos.

## Materiales y métodos

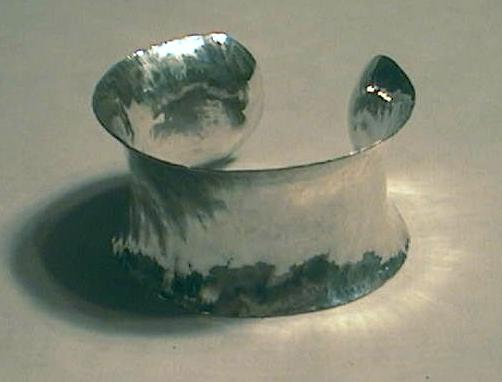
Brazalete moderno de plata con forma.

Tradicionalmente en la creación de joyería se usaban materiales valiosos como pueden ser piedras preciosas, monedas, que se solían colocar en combinación con metales preciosos en estado puro o en forma de aleaciones, ya que éstas existen de casi todos los metales conocidos. El bronce, por ejemplo, era comúnmente utilizado en la época de los romanos. La joyería fina moderna incluye oro, platino, paladio, titanio, o plata. La mayoría de la joyería hecha en América y Europa se realiza con una aleación de oro, cuya pureza se mide en quilates, indicado por un número seguido de la letra «K». La joyería de oro en América debe tener al menos 10K de pureza (41,7% de oro puro), —aunque en el Reino Unido, son 9K (37,5% de oro puro)—, pero es normal encontrar joyas por encima de los 18K (75% de oro puro). Niveles de pureza más elevados son menos comunes, como las aleaciones de 22K (91,6% de oro puro), y 24K (99,9% de oro puro), que se consideran demasiado blandas para su uso en joyería en América y Europa. No obstante, estas aleaciones tan puras son empleadas de forma extendida en Asia, Oriente Medio y África.[cita requerida] Las aleaciones de platino tienen un rango que oscila entre 900 (90% de pureza) a 950 (95,0% de pureza). La plata usada en joyería suele ser la plata sterling, con 92,5% de pureza. En bisutería, otro material empleado es el acero inoxidable.

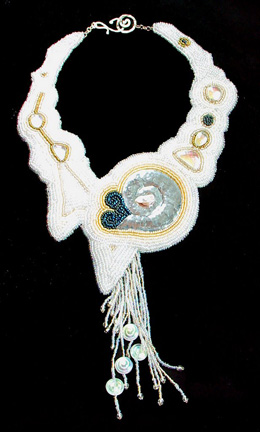
Collar de abalorios.

Otros materiales comúnmente empleados incluyen vidrio, como en el caso particular de los esmaltes, madera, trabajada de múltiples formas, conchas y otros productos de origen animal (hueso, marfil); arcilla; polímeros moldeables; e incluso materiales plásticos.
En cuanto a técnicas, las cuentas perforadas son usadas frecuentemente en joyería. Estas pueden ser de cristal, piedras preciosas, metal, madera, arcilla, etc. Este tipo de trabajo abarca collares, brazaletes, pendientes, cinturones y anillos. Las cuentas pueden ser grandes o pequeñas; las más pequeñas son conocidas como abalorios, que unidos forman una especie de tejido característico. Hay varios métodos, uno es una técnica de bordado donde los abalorios se cosen sobre soportes de tela para crear collares y brazaletes. El bordado de abalorios, que fue un trabajo manual muy popular durante la época victoriana, está disfrutando de un renacimiento en la joyería moderna. Este tipo de joyería es además muy popular en muchas culturas africanas.
Murano y otros maestros venecianos evolucionaron el trabajo con vidrio, tanto en la fabricación de cuentas como en la elaboración de nuevos materiales como por ejemplo el cristal veneciano, cristales con partículas de cobre (piedra oro), o coloreados formando dibujos (millefiori), el vidrio lattimo, o bien imitación de piedras preciosas.
Los métodos usados en platería, orfebrería y engastado incluyen la forja, fundición, soldadura, corte, esculpido y las «uniones frías» (usando adhesivos, cierres y remaches para unir las diferentes partes).

### Diamante

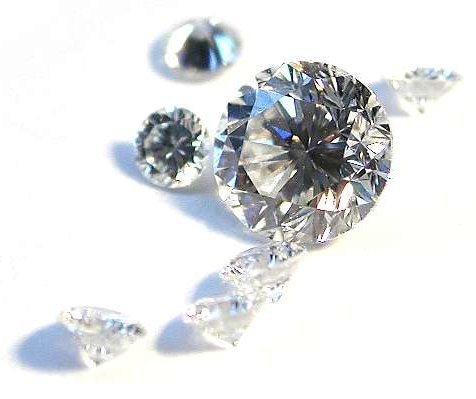
Diamantes.

Los diamantes fueron extraídos por primera vez en la India, aunque ya se conocía su existencia en la antigüedad. Plinio el Viejo ya los mencionó en su libro Naturalis Historia, aunque hay un cierto debate en cuanto a la naturaleza de la piedra a la que se refirió como Adamas. En 2005, Australia, Botsuana, Rusia y Canadá se encontraban entre las principales fuentes de extracción de diamantes.
Uno de los diamantes en bruto (con calidad de gema) más grandes que se han encontrado es el diamante Cullinan. Fue descubierto en 1905, con un peso de 3106,75 quilates (621,35g). Uno de sus fragmentos se encuentra entre las joyas de la Corona británica.
El uso de diamante en los anillos de compromiso, se remonta al matrimonio de Maximiliano I de Habsburgo con María de Borgoña en 1477.

### Otras gemas

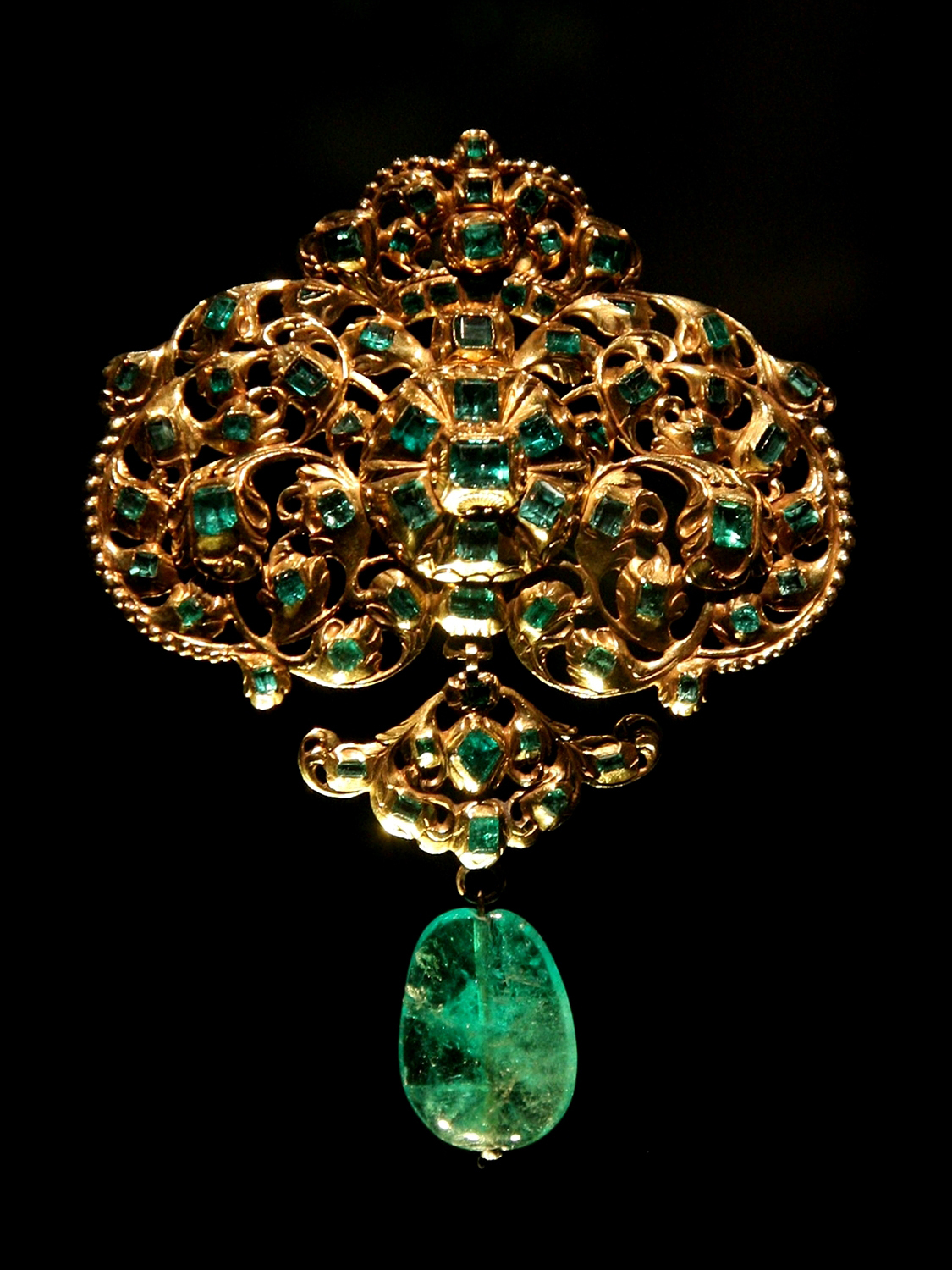
Esmeralda en colgante de oro del Museo de Victoria y Alberto.

Hay una gran cantidad de piedras preciosas y semipreciosas usadas en joyería. Entre ellas están:
ÁmbarEl ámbar, piedra de origen orgánico, compuesta por resina de árbol fosilizada. Debe tener al menos un millón de años para ser clasificada como tal, y algunas pueden llegar a tener hasta los 120 millones de años.
AmatistaLa amatista ha sido durante la historia la piedra preciosa más valorada dentro de la familia del cuarzo. Es valorada por su color púrpura, el cual puede variar del tono más claro al más oscuro.
EsmeraldaLas esmeraldas se encuentran entre las principales piedras preciosas (junto con rubíes y zafiros) y son conocidas por su delicado color verde hasta verde azulado. Han sido muy valoradas a lo largo del tiempo: algunos historiadores describen que ya los egipcios las extraían alrededor del 3500 a. C.
Jadeel jade normalmente está asociado con una piedra de color verde, pero existe en otros colores. Está vinculado a la cultura, historia y tradición asiáticas, con un fuerte contenido simbólico.
Jaspeel jaspe es una piedra de la familia de las calcedonias, presente en multitud de colores. A menudo, presenta patrones únicos e interesantes dentro de la piedra, como sucede con la variedad «Jaspe Paisaje», un tipo de jaspe (a menudo de color beige y marrón), que una vez pulida parece simular un paisaje montañoso.
Cuarzoel cuarzo pertenece a una familia de piedras preciosas cristalinas de todos los tamaños y colores. Entre los tipos de cuarzo más conocidos son el cuarzo rosa (de un delicado color rosa), cuarzo ahumado (presenta sombras de un color marrón traslúcido). También bastante conocidos por sus colores son la amatista y el citrino. Otros cuarzos tienen otras características, como por ejemplo el cuarzo rutilo, un tipo de cuarzo que presenta inclusiones de rutilo en forma de aguja.
Rubílos rubíes son conocidos por su intenso color rojo y se encuentran entre las piedras preciosas más estimadas hace milenios. En sánscrito, la palabra rubí (ratnaraj) significa reina de las piedras preciosas.
Zafiroel más popular es el zafiro azul, conocido por su profundo e intenso color azul, aunque hay disponibles de otros colores. En EE. UU, los zafiros azules son los más populares y asequibles de las tres principales piedras preciosas (esmeralda, rubí y zafiro).
Turquesalos yacimientos de turquesa se encuentran en pocas partes del planeta, aunque la región productora más importante está al suroeste de los Estados Unidos. La turquesa es valorada sobre todo por su atractivo color, a menudo de un color azul intenso o azul verdoso. Ha sido usada en una gran variedad de estilos. Algunas turquesas contienen vetas de color marrón oscuro, las cuales producen contrastes muy interesantes con el color azul brillante de la piedra.
Muchas piedras preciosas (como perlas, coral, marfil, ámbar, etc.) son clasificadas como orgánicas, lo cual significa que son producidas por organismos vivos, mientras que las demás son inorgánicas, es decir, se componen y derivan de los minerales.
Algunas gemas, como la amatista, se han ido devaluando a causa de las importaciones y de la mejora de los métodos de extracción. Otras han sido parcialmente sustituidas por piedras sintéticas, como por ejemplo el diamante, por una piedra que tiene un aspecto parecido, como el circonio cúbico o circonita.

## Impacto en la sociedad

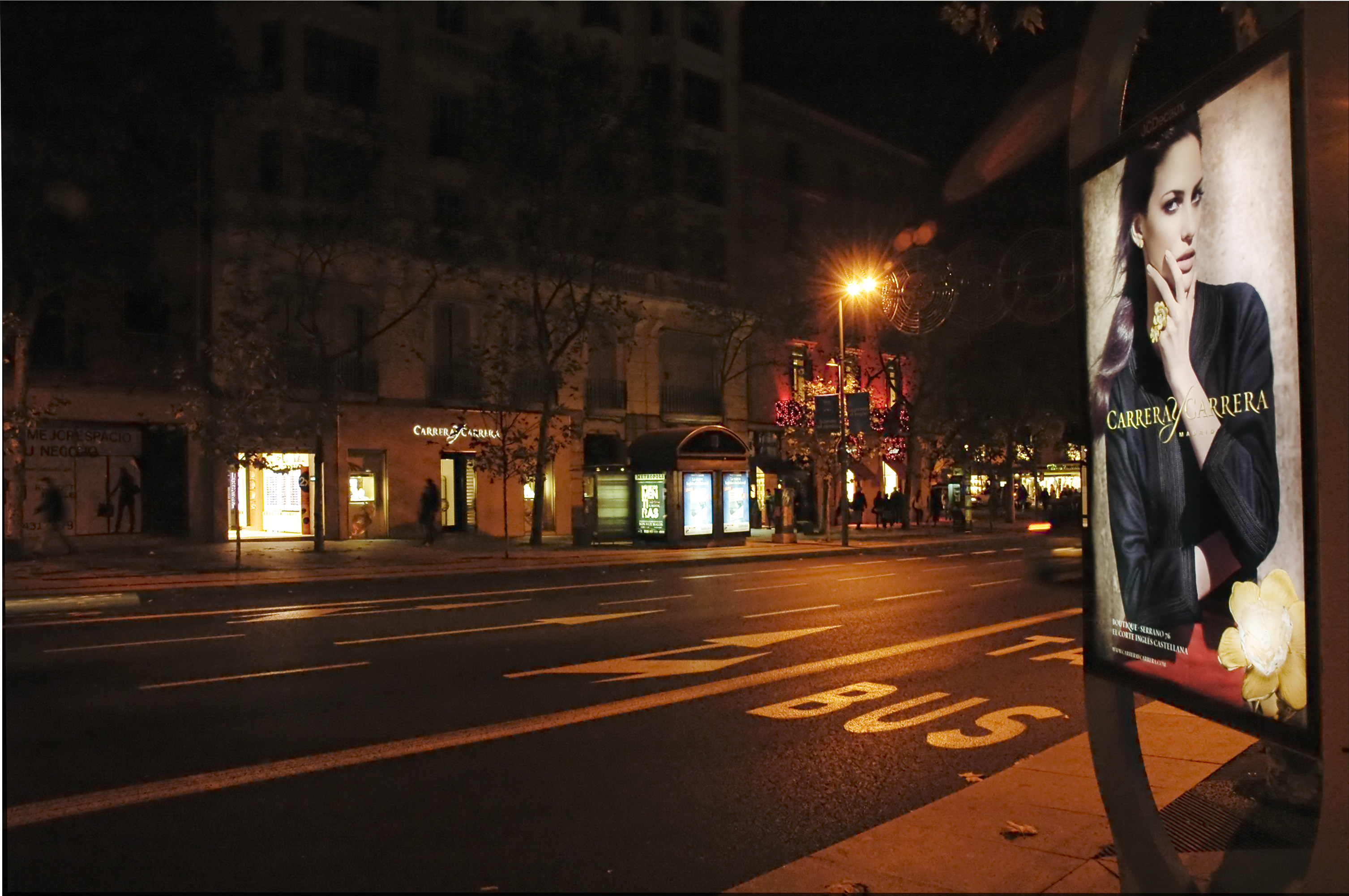
Boutique de la joyería madrileña Carrera y Carrera en el barrio Castellana.

Tradicionalmente, la joyería ha sido empleada para denotar estatus. En la antigua Roma, solo ciertos rangos podían llevar anillos, hasta el punto de promulgarse una serie de leyes suntuarias que, entre otras cosas, indicaban el tipo de joyas que se podían vestir en función del rango. Los dictados culturales han jugado también un papel significativo. Por ejemplo, el empleo de pendientes en los hombres en la cultura occidental fue considerado afeminado en el siglo XIX y principios del siglo XX. Más recientemente, mostrar cierto tipo de elementos, como los pírsines, está mayoritariamente aceptado. Del mismo modo, en el argot de la cultura hip hop se ha popularizado el término bling-bling, que hace referencia a un determinado tipo de joyería llevada tanto por hombres como mujeres.
En los últimos tiempos, tras la crisis económica, la venta de joyas se ha convertido en una cosa cuasi cotidiana, donde muchos negocios han emergido gracias a este tipo de transacciones de gente que necesita vender sus joyas a cambio de dinero para salir del bache. Una de las características más curiosas de la crisis.

## Historia
La historia de las joyas es extensa, con diferentes usos según la cultura a la que pertenecen. Algunas han perdurado miles de años y han proporcionado conocimientos sobre como trabajaban antiguas culturas. 
Descubierta en 1972, en la necrópolis de Varna (Bulgaria) que data de 4.600- 4000 años a. C, se han encontrado las joyas más antiguas del mundo. Entre las piezas que se han encontrado figuran todo tipo de adornos pulseras, colgantes, broches...

#### Egipto

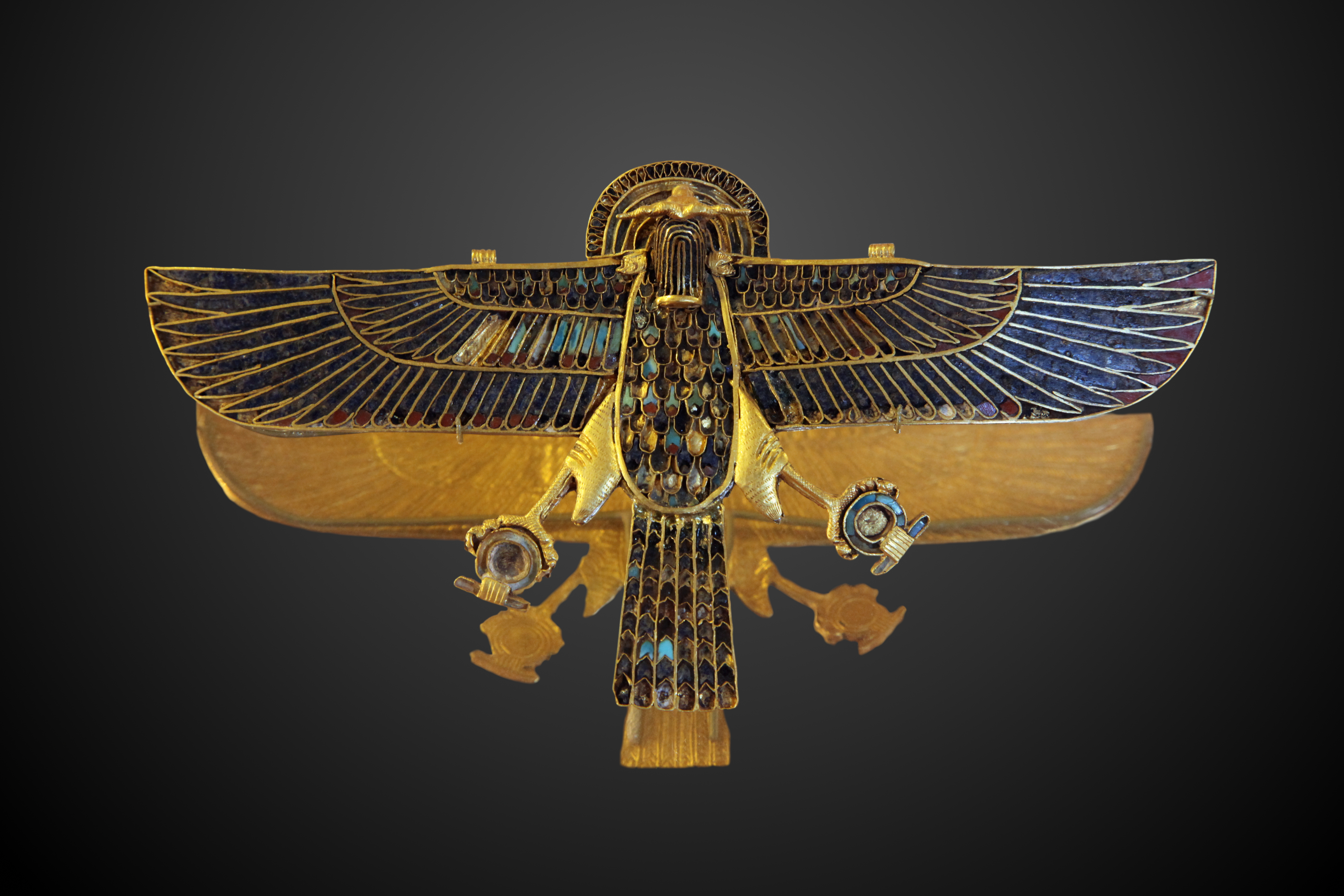
Colgante como amuleto (1254 a. C.) hecho de oro, lapislázuli, turquesa y cornelina, de 14cm de ancho.

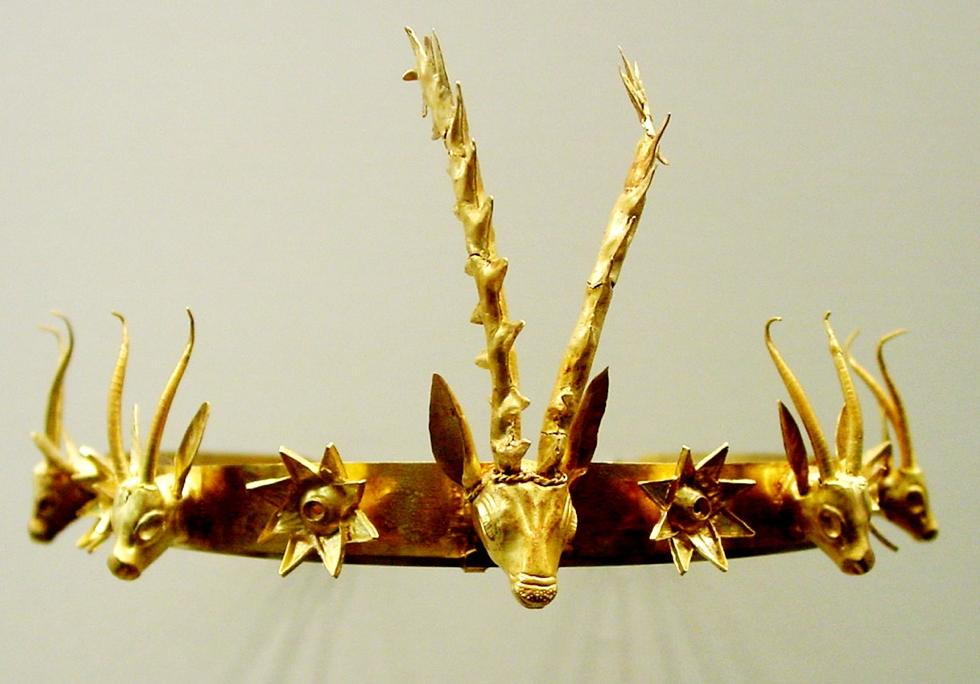
Corona de la Dinastía XVIII de Egipto.

Se han encontrado también manufacturas de joyería en el antiguo Egipto hace 3000-5000 años. Los egipcios preferían la escasez y manejabilidad del oro sobre otros metales. En el periodo predinástico las joyas comenzaron a simbolizar estatus y poder religioso en la comunidad. No solo eran llevadas por las clases ricas en vida, sino también en la muerte, formando parte del denominado ajuar funerario.
En conjunción con el oro, los egipcios usaban en sus joyas tanto vidrios coloreados como piedras preciosas. Este uso indistinto provenía de la importancia que le daban a los colores, ya que para ellos estos tenían significado. El verde, por ejemplo, representaba la fertilidad. Estas piezas eran fabricadas en su mayoría en grandes talleres. Aunque el lapislázuli y la plata tuvieron que ser importados de más allá de sus fronteras, muchos otros materiales podían ser encontrados dentro o cerca de Egipto.
Los diseños egipcios fueron muy usados en la joyería fenicia. Además, antiguos diseños turcos encontrados en joyas persas sugiere que el comercio entre Oriente Medio y Europa no era inusual. Las mujeres llevaban elaboradas piezas en oro y plata que usaban en ceremonias.

### Europa y Oriente Medio

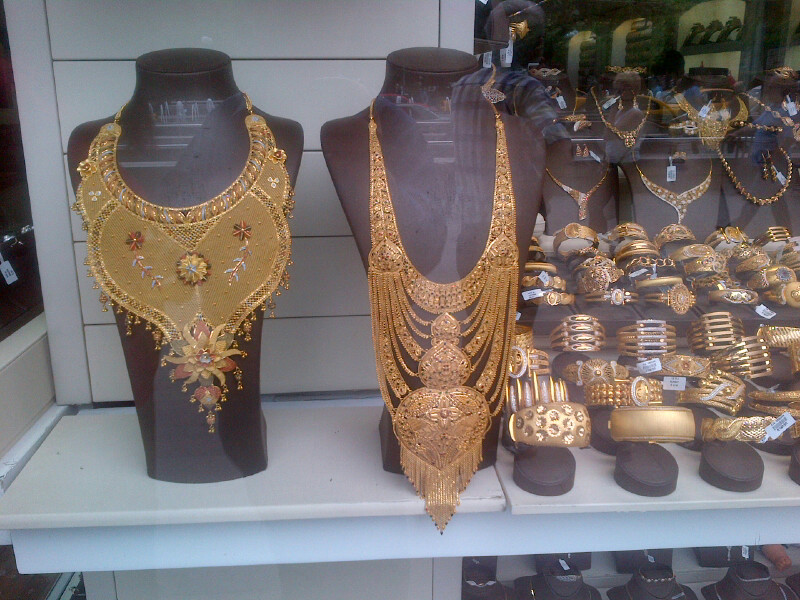
Dos collares y unas pulseras de oro en el vitrina de una joyería en Ankara, Turquía, país euroasiático con una milenaria tradición en la joyería.

#### Mesopotamia
Hace aproximadamente 4000 años, la elaboración de joyas se convirtió en un oficio importante en ciudades como Sumeria y Acad. Las evidencias arqueológicas más significativas provienen del descubrimiento de las Tumbas Reales de Ur, que datan del 2900-2300a.C.; también en otras tumbas como las de Puabi, que contenían multitud de objetos en oro, plata y piedras semipreciosas, como coronas de lapislázuli embellecidas con pequeñas figuras de oro, gargantillas y adornos para el cabello. En Asiria, tanto hombres como mujeres portaban grandes cantidades de joyas, incluidos amuletos, brazaletes para el tobillo, pesados collares y sellos.
Las joyas mesopotámicas solían estar manufacturadas a partir de metal en láminas finas sobre las que se colocaban un gran número de piedras coloreadas brillantes (principalmente ágatas, lapislázuli, cornalina y jaspe). Las formas favoritas utilizadas eran hojas, espirales, conos y racimos de uvas. Los joyeros crearon joyas no solo para uso humano, sino también para adornar estatuas e ídolos. Se empleó una amplia variedad de técnicas sofisticadas tales como el esmaltado cloisonné, grabado, granulación, y la filigrana.
Extensos y amplios registros relacionados con el comercio y la fabricación de joyas fueron descubiertos en diferentes yacimientos arqueológicos. Por ejemplo, uno de los registros de los archivos reales de la ciudad de Mari da la composición de varios objetos de joyería:

1 collar de cuentas planas de ágata jaspeada que incluye: 34 cuentas planas de ágata jaspeada, y 35 cuentas alargadas y estriadas de oro, en grupos de cinco.

1 collar de cuentas de ágata jaspeada que incluye: 39 cuentas planas de ágata moteada con 41 cuentas alargadas que disimula el sistema de sujeción.

1 collar de cuentas de lapislázuli que incluye: 28 cuentas de lapislázuli, y 29 cuentas alargadas con su cierre.

#### Grecia

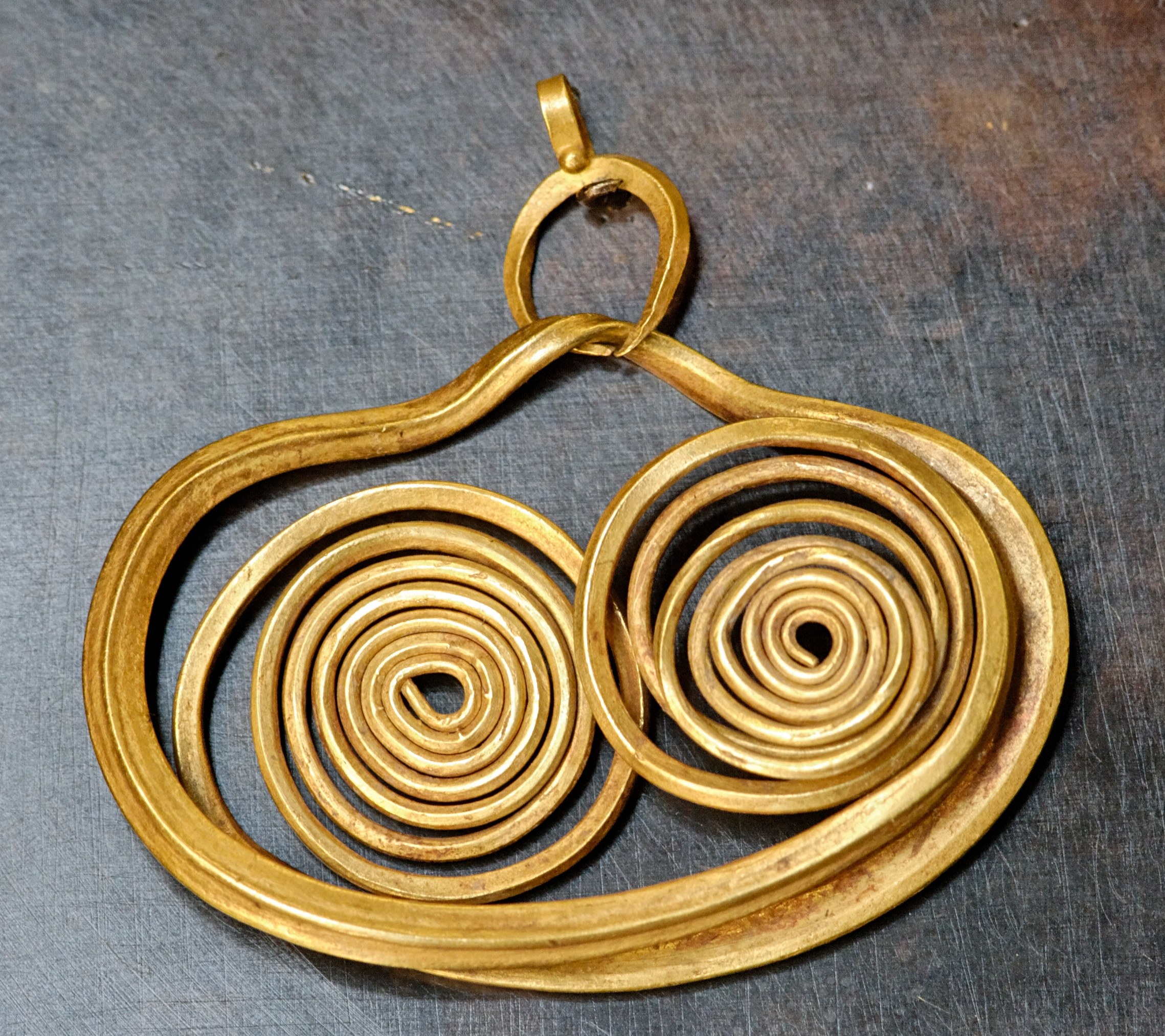
Pendiente de oro de Micenas, siglo XVIa.C.

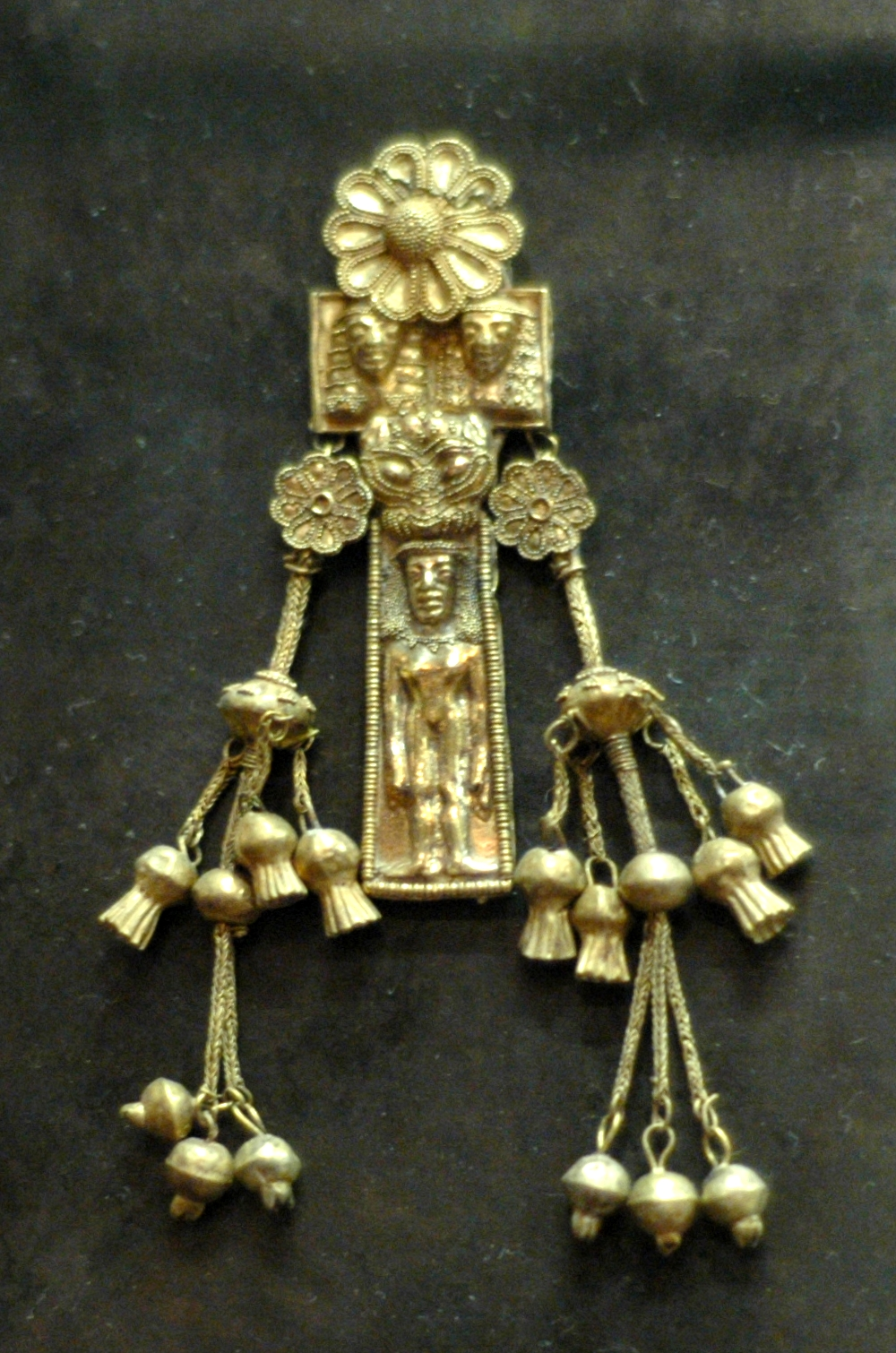
Colgante con mujer desnuda, hecho de electro, Rodas, alrededor 630- 620d.C.

Los griegos comenzaron a usar oro y gemas en joyería en el 1600a.C. En el 300a.C., se especializaron en hacer joyas coloreadas usando amatistas, perlas y esmeraldas. Es en Grecia donde aparecieron los primeros camafeos a partir del sardónice indio, una variedad de ónice con bandas marrones, rosa y crema. La joyería griega era a menudo más simple que la de otras culturas, tanto en su diseño como en su manufactura. Sin embargo, con el paso del tiempo, estos diseños crecieron en complejidad y se fueron empleando otros materiales.
Los griegos apenas usaban joyas y cuando lo hacían era para apariciones públicas o en ocasiones especiales. Se solían dar como regalo y eran llevadas predominantemente por mujeres para mostrar su riqueza, estatus y belleza. Algunas joyas se suponía que daban al portador protección contra el “mal de ojo” o los dotaba de poderes sobrenaturales, mientras que otras tenían un simbolismo religioso. Las piezas más antiguas encontradas estaban dedicadas a los dioses. La mayor producción de joyas en esos tiempos provenía del norte de Grecia y Macedonia.

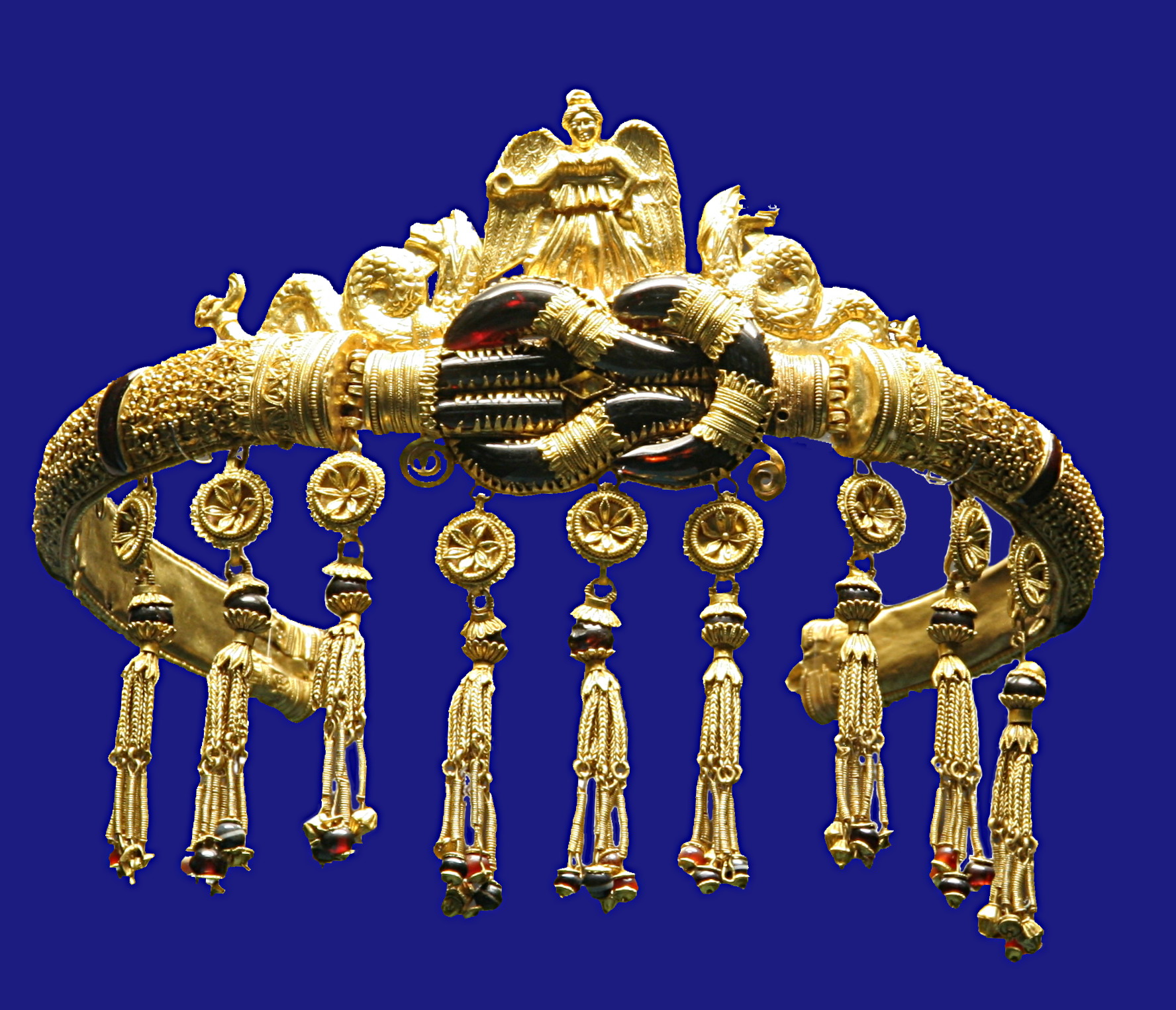
Joya griega del 300a.C.

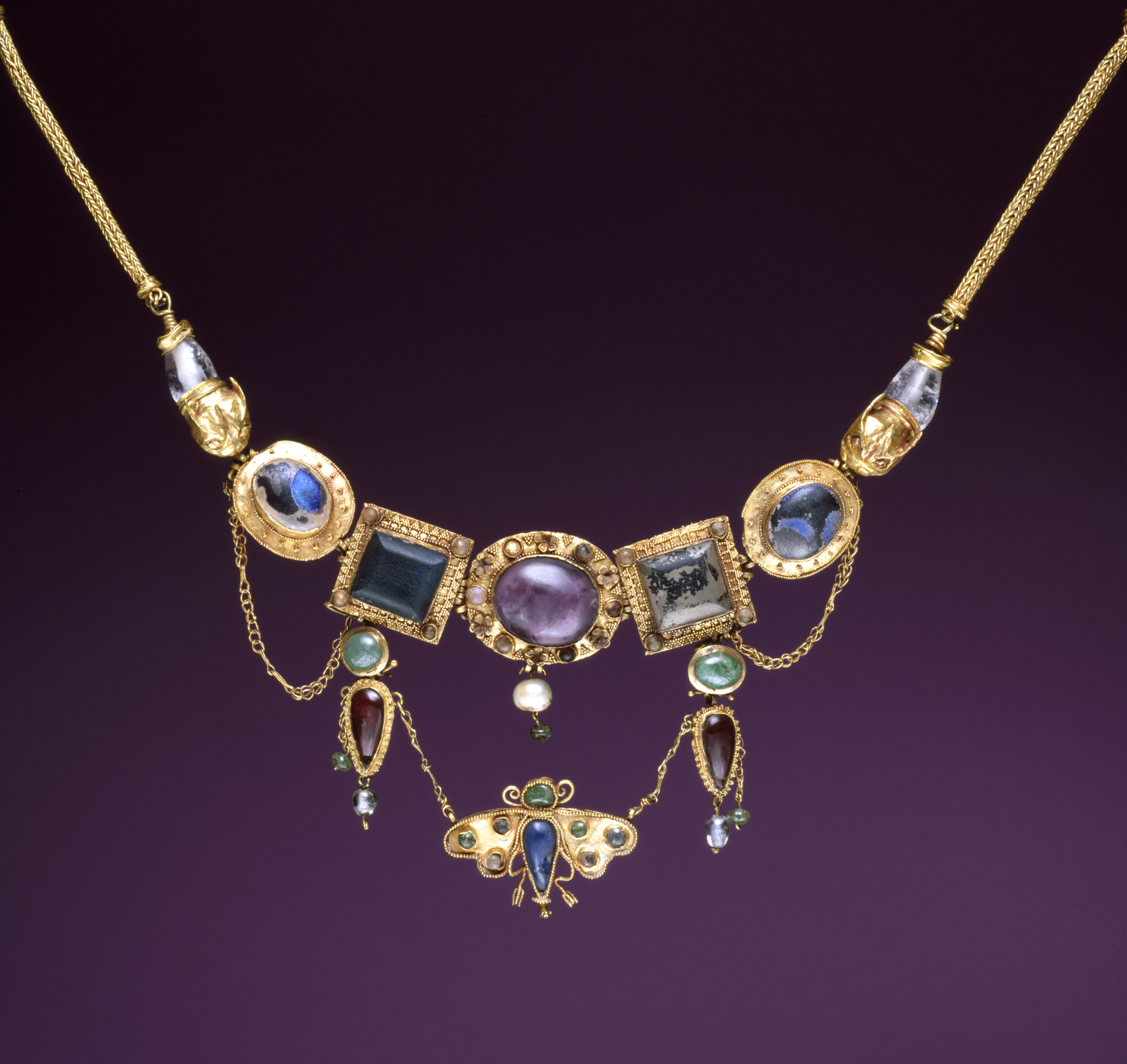
Collar con colgante mariposa del s.I a. C.

Trabajaron con dos tipos de piezas: las creadas a partir de moldes y las elaboradas a partir de planchas de metal. Se conservan pocas piezas de las primeras. Estas eran realizadas vertiendo el metal sobre dos moldes de piedra o arcilla. Estas dos mitades se unían con cera, y seguidamente se añadía el metal fundido quemando la cera y uniendo ambas piezas. Esta técnica ha sido practicada desde la Edad de Bronce tardía. Aunque la forma más común de joyería era a partir de planchas de metal. Las hojas de metal eran amartilladas hasta el espesor deseado y entonces soldadas juntas. El interior de ambas planchas era rellenado con cera u otro líquido para preservar el trabajo sobre el metal con diversas técnicas, como el estampado o el grabado, usadas para crear motivos en las joyas. Además le añadían cavidades en la superficie para adicionarle vidrio.
Los griegos tomaron gran parte de sus diseños del exterior, como es el caso de Asia, cuando Alejandro Magno conquistó parte de ella. Y anteriormente ya fueron detectadas influencias europeas. Cuando el dominio romano llegó a Grecia, no se detectó ningún cambio en los diseños. En cambio, alrededor del 27a.C., sí que estuvieron fuertemente influenciados por la cultura romana. Todo esto no significa que los diseños autóctonos no prosperasen: numerosos colgantes en forma de mariposa (símbolo del alma) en cadenas de plata, que datan del s.I a. C., han sido encontrados cerca de Olbia, como único ejemplo, ya que no han sido hallados en ningún lugar más.

#### Roma

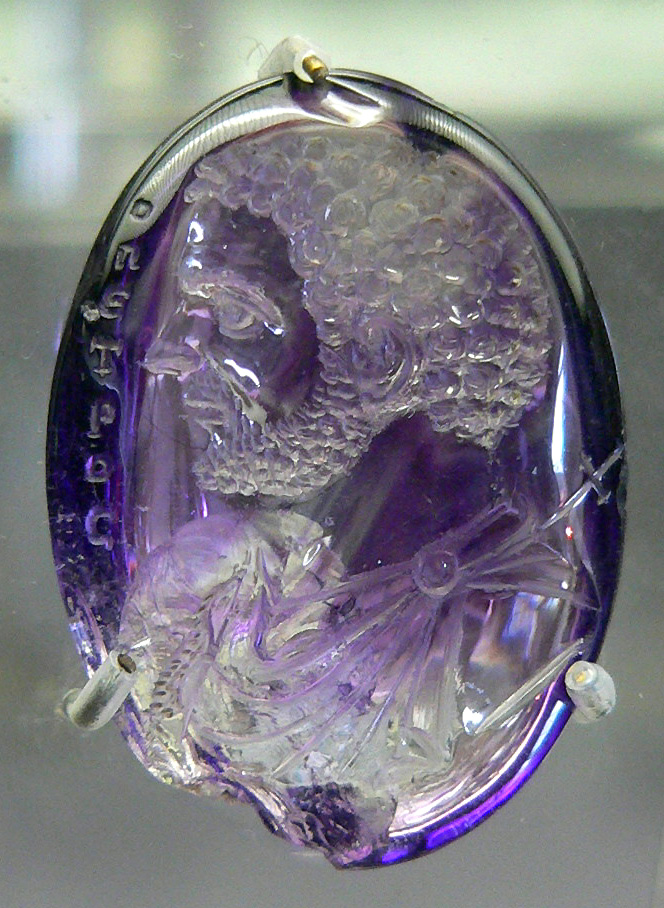
Intaglio en amatista del emperador romano Caracalla, c.212 d. C.; posteriormente adaptado añadiendo una inscripción y una cruz representando a San Pedro.

Antiguamente la joyería era abundantemente diversa, especialmente entre las tribus bárbaras como los celtas. Cuando los Romanos conquistaron la mayoría de Europa, la joyería cambió desarrollándose solo los diseños romanos. Una pieza muy común dentro de la joyería romana fue el broche o fíbula, que se utilizó para asegurar la colocación de la ropa. En cuanto a materiales, utilizaron un amplio rango, ya que disponían de abundantes recursos dentro de todo el continente. Les gustaba el oro y en épocas anteriores, cuentas de cristal y perlas. Durante su imperio importaron zafiros de Sri Lanka y diamantes indios, usaron esmeraldas y también ámbar. En la Inglaterra dominada por los romanos, se trabajó con madera fosilizada (azabache) que se obtenía del norte del país y que era a menudo esculpida para formar parte de piezas de joyería. En la parte italiana, trabajaban el oro en estado natural y creaban cierres, collares, pendientes y brazaletes. También fabricaron colgantes que podían ser rellenados con perfume.
Al igual que los griegos, a menudo el propósito de la joyería Romana era protegerse del mal de ojo. Las mujeres llevaban una vasta colección de joyas, mientras que los hombres usaban frecuentemente un solo anillo, aunque algunos tenían uno en cada dedo y otros no lucían ninguno. El tipo de anillo más extendido contenía una gema esculpida en relieve, con el nombre o signo del propietario, que servía para sellar documentos con cera, una práctica que continuó en tiempos medievales con los reyes y la nobleza. Después de la caída del Imperio Romano, los diseños romanos fueron absorbidos por los países y tribus vecinas.

#### Edad Media

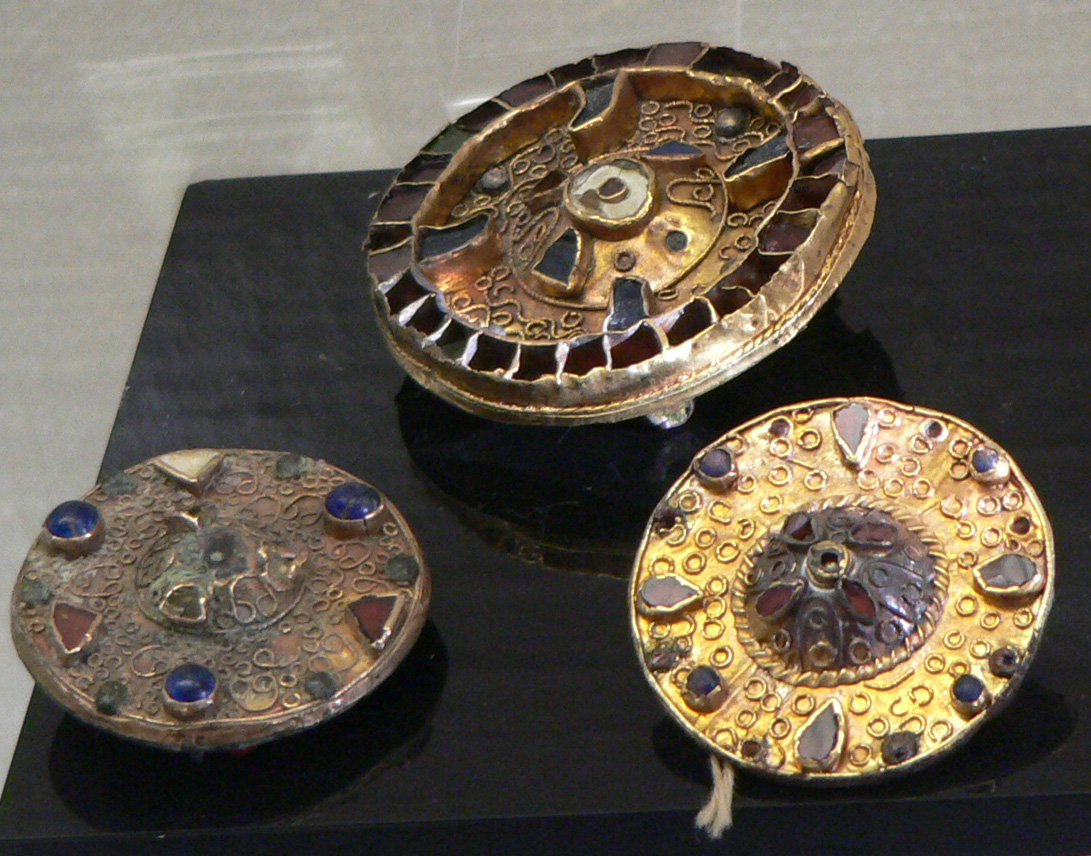
Fíbula merovingia, Biblioteca Nacional de Francia.

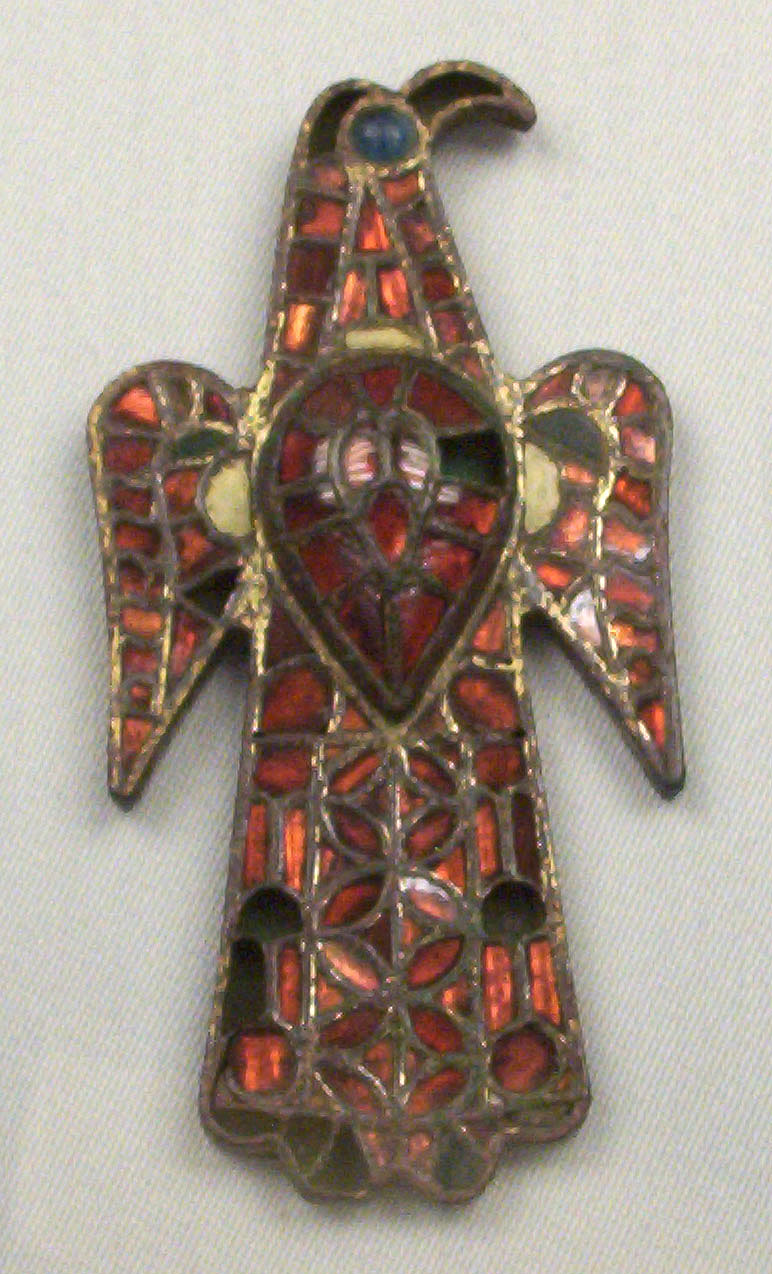
Fíbula visigótica aquiliforme del s.VI en bronce y esmalte cloisonné de Guadalajara, España, usado como imitación de granates.

Europa, tras la caída del Imperio Romano, continuó desarrollando la elaboración de joyas. Entre los diferentes pueblos, los celtas y los merovingios destacaron especialmente. En términos de calidad, igualaron e incluso superaron a los bizantinos. Fíbulas, amuletos, y en menor extensión, anillos signatarios, eran las piezas de joyería más comunes. Un ejemplo llamativo de pieza celta es un broche, el Tara Brooch. Otro tipo de pieza fue el torque, usado comúnmente en Europa como símbolo de estatus y poder. En el s.VIII, las armas eran adornadas como joyas, y el resto de piezas de joyería (a excepción de los anillos signatarios), parecían ser dominio de las mujeres. Los ajuares funerarios del s.VI-VII encontrados cerca de Chalon-sur-Saône son ilustrativos. Una joven fue enterrada con: 2 fíbulas de plata, un collar de monedas, un brazalete, pendientes de oro, un par de horquillas, un peine y una hebilla. El arte celta estaba especializado en diseños con patrones continuos, mientras que los diseños merovingios son muy conocidos por sus estilizadas figuras de animales. Ellos no son los únicos grupos conocidos por la alta calidad de su trabajo, también lo fueron los visigodos y anglosajones, con numerosos objetos decorativos encontrados en los barcos funerarios en Sutton Hoo Suffolk, Inglaterra son bien conocidos. En el continente, la técnica del cloisonné y los granates fueron la quintaesencia de este periodo.

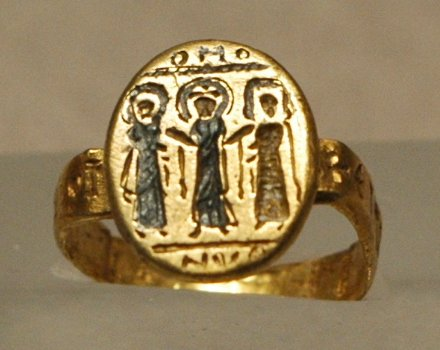
Anillo de boda bizantino

El sucesor del Imperio Romano, el Imperio Bizantino, continuó con muchas de las características de los romanos, aunque en los bizantinos los temas religiosos se hicieron predominantes. A diferencia de los romanos, y junto con los francos y los celtas, prefirieron utilizar el pan de oro más que el oro macizo, y también pusieron más énfasis en las piedras y gemas. Al igual que sus predecesores, la joyería bizantina fue llevada por mujeres adineradas, mientras que la masculina se restringió a los anillos signatarios. Como en otras culturas contemporáneas, las joyas eran enterradas con sus propietarios.

#### Renacimiento

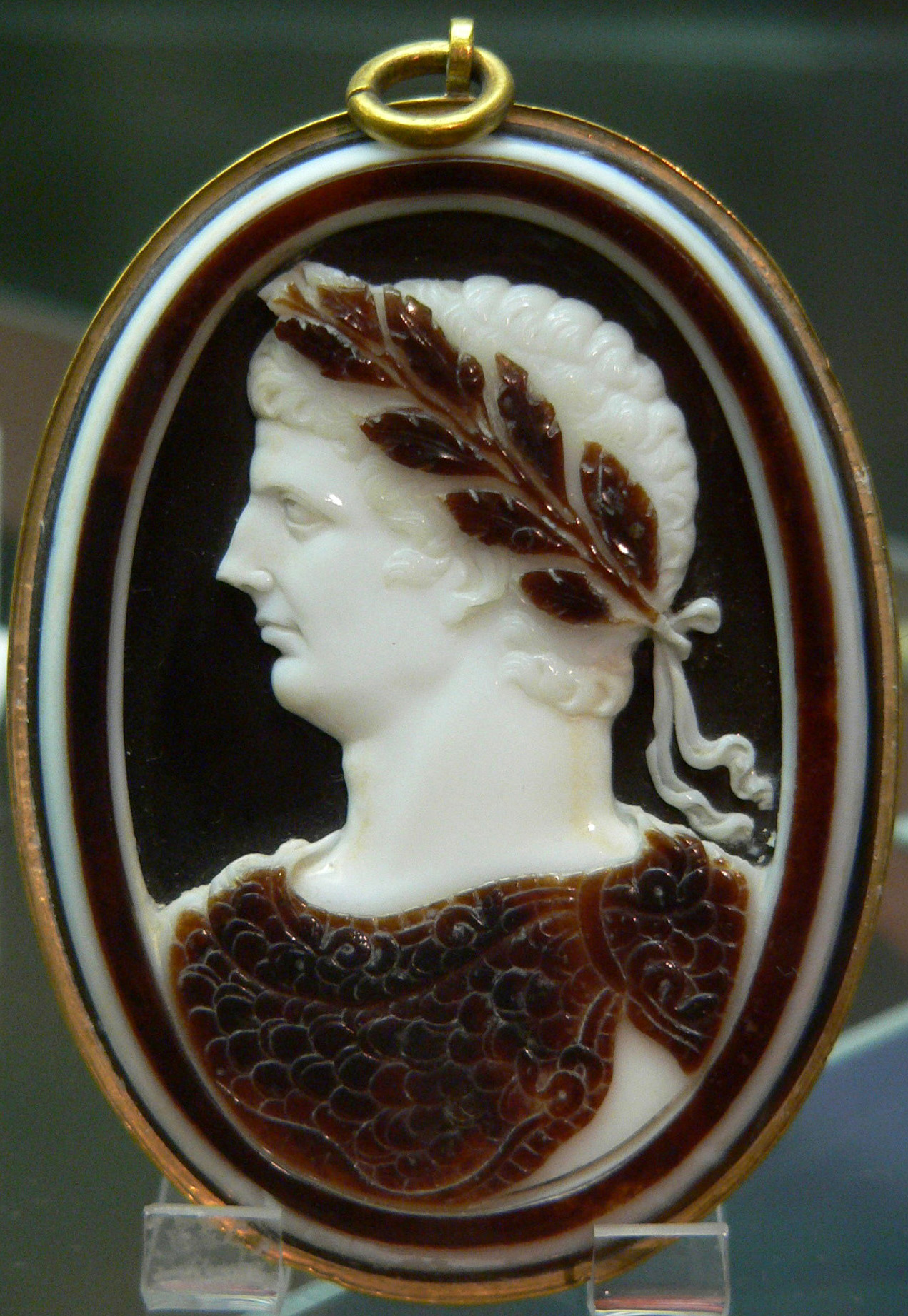
Camafeo de sardónice.

El Renacimiento y la era de los descubrimientos tuvieron un fuerte impacto en el desarrollo de la joyería en Europa. En el siglo XVII, los nuevos descubrimientos y el auge del comercio llevó a incrementar tanto la disponibilidad como el tipo de materiales con los que se podía trabajar, así como la exposición al arte de otras culturas. Anteriormente, la prioridad de la joyería era el trabajo del oro y de otros metales preciosos. En este periodo, se vio incrementada la dominación del trabajo con piedras preciosas y cómo engastarlas. El uso de grandes piedras fue muy extendido. Notable entre los comerciantes del periodo fue Jean-Baptiste Tavernier, quien trajo la piedra precursora del Diamante Hope a Francia en 1660.
Cuando Napoleón Bonaparte fue coronado Emperador de Francia en 1804, se revivió el estilo y la grandeza de la joyería en Francia. Bajo su reinado, los joyeros introdujeron el «aderezo», juego armonioso de varias piezas: la tiara, pendientes, anillo, broche, pulseras y collar. Las viudas de Napoleón tuvieron bonitos conjuntos de diamantes y los llevaron regularmente. Otra moda que resurgió en esta época fueron los camafeos. Después de elaborar uno con la efigie de Napoleón coronado, este tipo de pieza fue muy solicitada. De este periodo son los comienzos de la bisutería, con escamas de pez recubiertas de vidrio en lugar de perlas o camafeos de conchas en vez de con piedras semipreciosas. Con la aparición de este tipo de piezas surgieron nuevos términos para apreciar distintos tipos de piezas: los artesanos que trabajaban materiales baratos fueron llamados «bisuteros», mientras que los que lo hacían con materiales valiosos y caros fueron llamados «joyeros», una práctica que continúa hasta nuestros días.

#### Romanticismo

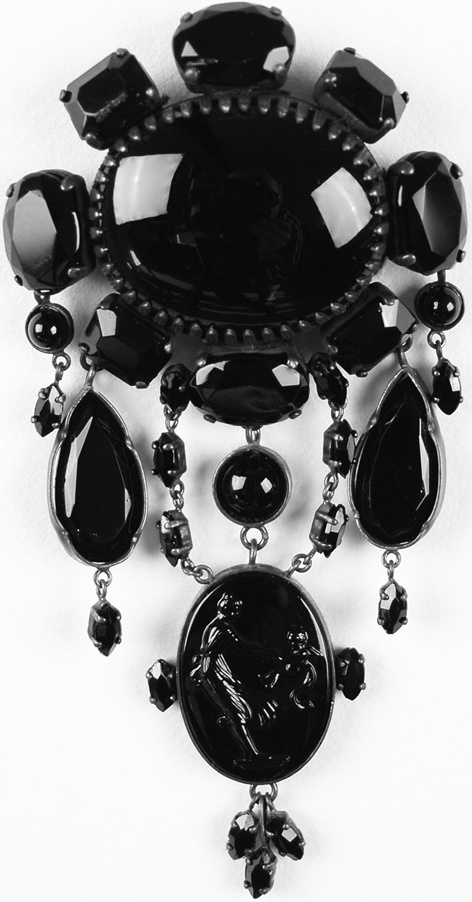
Joyería de luto: broche de azabache,.

A finales del siglo XVIII, el Romanticismo tuvo un profundo impacto en el desarrollo de la joyería occidental. Estuvo fuertemente influenciado por la fascinación del público con los tesoros descubiertos por la recién nacida arqueología moderna y el interés por el arte medieval y del renacimiento. Los cambios sociales y el comienzo de la Revolución Industrial permitió el surgimiento de una clase media que quería y podía permitirse joyería. Como resultado, con el uso de procedimientos industriales, aleaciones más baratas y sustitutos de piedras preciosas, se dio lugar al desarrollo de la bisutería. Los joyeros distinguidos continuaron floreciendo, ya que la clase alta trató de asegurarse de que lo que llevaba se mantenía aparte de la joyería de masas, no solo a través del uso de metales y piedras preciosos, sino también con un trabajo artístico y técnico superior. Una categoría única de este periodo y bastante en consonancia con la filosofía del romanticismo fue la «joyería de luto». Se originó en Inglaterra, donde la Reina Victoria fue vista llevando joyería de azabache después de la muerte del Príncipe Alberto, permitiendo al portador continuar llevando joyas mientras se encontraba de luto tras la muerte de un ser querido.
En Estados Unidos, este periodo dio lugar a la fundación en 1837 de Tiffany & Co. por Charles Lewis Tiffany. Tiffany's puso a los Estados Unidos en el mapa, en lo que a la joyería se refiere. Más tarde, ganaría notoriedad el establecimiento a través de la película Breakfast at Tiffany's (Desayuno con diamantes en España). En Francia, se fundó Cartier SA en 1847, mientras que en 1884 lo fue Bulgari en Italia. Los estudios de los medios de producción fueron una evolución con respecto a la anterior dominación de los artesanos individuales y el mecenazgo.
Este periodo vio la primera colaboración entre Oriente y Occidente: artistas alemanes y japoneses en Pforzheim crearon objetos con una aleación conocida como «Shakudō» y el trabajo con filigrana hechos por la firma Stoeffler en 1885. Quizás el punto álgido —y como transición al Art Noveau— fueron las creaciones maestras del artista ruso Peter Carl Fabergé que realizó para la corte de la Rusia Imperial, cuyos Huevos de Fabergé entre otras piezas, son consideradas como epítome del arte de la orfebrería.

#### Art Nouveau
En 1890, los joyeros exploraron el potencial del nuevo estilo Art Nouveau y de otros movimientos muy cercanos a este como el alemán Jugendstil, el movimiento británico (y en cierta extensión americano) Arts and Crafts, el modernismo catalán, el austriaco Sezession, el Liberty italiano, etc.
La joyería Art Noveau abarcó una multitud de características ente las destacan el uso de la figura femenina y el énfasis en el color, sobre todo a través de técnicas de esmaltado que incluían el basse-taille, champleve, cloisonné y plique-à-jour. Los motivos incluían orquídeas, lirios, pensamientos, vides, cisnes, pavos reales, serpientes, libélulas, criaturas mitológicas y siluetas femeninas.
René Lalique, joyero que trabajaba en la tienda parisina de Samuel Bing, fue reconocido por sus contemporáneos como una figura sobresaliente en esta nueva tendencia. La Colonia de Artistas de Darmstadt y el Taller de Viena fueron los casos más significativos en Alemania, mientras que en Dinamarca Georg Jensen, conocido por sus objetos de plata, contribuyó con piezas significativas. En Inglaterra, la empresa Liberty & Co. dedicada a la venta de objetos modernistas y el movimiento británico Arts & Crafts de Charles Robert Ashbee contribuyeron con unos diseños lineales muy característicos. El nuevo estilo modificó el énfasis que se ponía en las piedras preciosas y lo sustituyó por el diseño artístico de la pieza en sí misma. Las libélulas de Lalique son uno de los mejores ejemplos. El esmaltado fue la técnica que jugó el papel más importante en esta época, mientras que las formas orgánicas sinuosas fueron el rasgo más reconocible.
Tras la Primera Guerra Mundial, cambió la actitud del público desarrollándose un gusto por un estilo más sobrio.

#### Art Deco
En una época con tensiones políticas crecientes y en la que se vivieron las secuelas de la guerra, surgió una reacción contra la decadencia del cambio de siglo representada por el Art Noveau hacia formas más simples, combinadas con una producción en masa de joyería de alta calidad. El estilo se denominó popularmente como art déco y abarcó entre 1920 y 1930. Walter Gropius y el movimiento alemán Bauhaus, con su filosofía de «sin barreras entre artistas y artesanos» también llevó a formas estilísticamente simplificadas. La maestría técnica comenzó a considerarse tan valiosa como el material en sí mismo. Este periodo vivió la reinvención de la técnica de la granulación por la alemana Elizabeth Treskow, aunque su desarrollo continuó hasta 1990.

### Asia

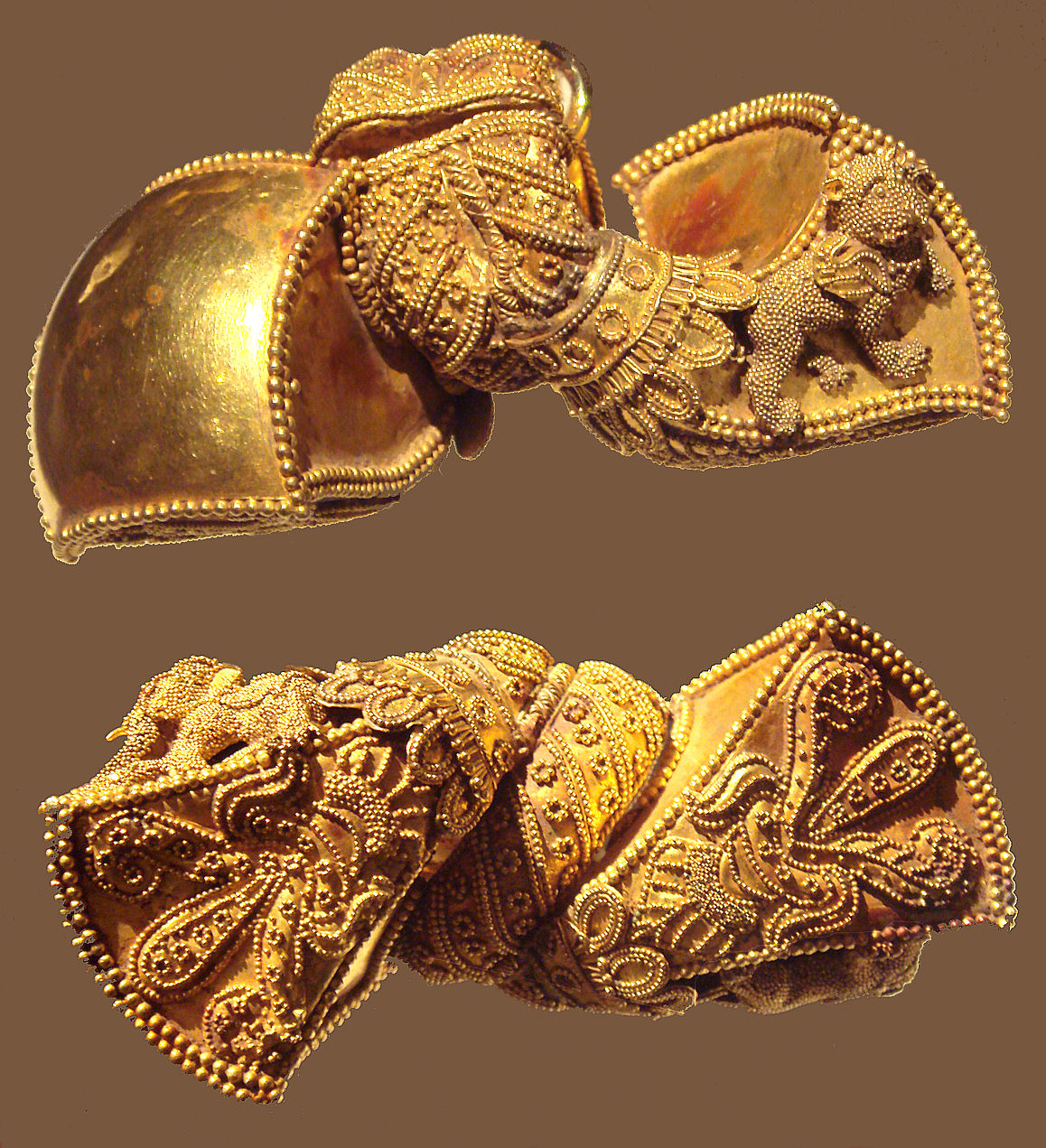
Pendientes, India, s.I a. C.

En Asia, el subcontinente indio tiene el legado más antiguo de piezas de joyería que en cualquier otra parte, con una historia de 5000 años. Uno de los primeros lugares en los que se comenzó a elaborar joyería fue en la cultura del valle del Indo, lo que es ahora el Pakistán. La joyería más antigua hecha en China también comenzó aproximadamente en el mismo periodo, pero la primera se extendió con la difusión del budismo hace 2000 años.

#### India
La India tiene una larga tradición en la elaboración de joyas, con múltiples influencias culturales y políticas durante más de 5000-8000 años, con un largo legado desde tiempos de Ramayana y Mahabharata. Gracias a sus abundantes recursos, la India prosperó a través de la exportación e intercambio con otros países. Mientras las tradiciones occidentales estaban fuertemente influenciadas por el surgimiento y la caída de un imperio tras otro, la India disfrutó de un desarrollo continuado de su propio arte durante unos 5000 años. Una de las primeras culturas en la elaboración de joyería fue la del Valle del Indo (corresponde al actual Pakistán y norte de la India). Por el 1500a.C., la gente del valle del Indo creó pendientes y collares de oro, collares de cuentas y pulseras rígidas. Antes del 2100a.C., anterior al periodo en el que los metales fueron ampliamente usados.